# Botswana na Letnich Igrzyskach Olimpijskich 1980
Botswanę na XXII Letnich Igrzyskach Olimpijskich w Moskwie reprezentowało 7 sportowców.
Był to pierwszy start Botswany na letnich igrzyskach olimpijskich.

## Lekkoatletyka

### Mężczyźni
- Lucien Josiah - 100 m, odpadł w pierwszej rundzie; 200 m, odpadł w pierwszej rundzie
- Joseph Ramotshabi - 400 m, odpadł w pierwszej rundzie
- Langa Mudongo - 800 m, odpadł w pierwszej rundzie
- Ishmael Mhaladi - 1500 m, odpadł w pierwszej rundzie
- Robert Chideka - 5000 m, odpadł w pierwszej rundzie
- Golekane Mosweu - 10 000 m, odpadł w pierwszej rundzie
- Wilfred Kareng - 400 m przez płotki, nie ukończył